# Admira Wacker
Admira Wacker är en fotbollsklubb från Mödling söder om Wien i Österrike som spelar i 2. Liga.
Föreningen skapades 1971 genom en sammanslagning av SK Admira Wien och SC Wacker Wien. Föreningen har genom sina föregångare blivit österrikiska mästare nio gånger, fem gånger österrikiska cupmästare och vunnit österrikiska supercupen en gång.

## Placering tidigare säsonger
| Säsong    | Nivå | Liga       | Placering | Referens | Notering                |
| --------- | ---- | ---------- | --------- | -------- | ----------------------- |
| 2011/2012 | 1    | Bundesliga | 3         | [ 1 ]    |                         |
| 2012/2013 | 1    | Bundesliga | 9         | [ 2 ]    |                         |
| 2013/2014 | 1    | Bundesliga | 9         | [ 3 ]    |                         |
| 2014/2015 | 1    | Bundesliga | 9         | [ 4 ]    |                         |
| 2015/2016 | 1    | Bundesliga | 4         | [ 5 ]    |                         |
| 2016/2017 | 1    | Bundesliga | 6         | [ 6 ]    |                         |
| 2017/2018 | 1    | Bundesliga | 5         | [ 7 ]    |                         |
| 2018/2019 | 1    | Bundesliga | 10        | [ 8 ]    |                         |
| 2019/2020 | 1    | Bundesliga | 11        | [ 9 ]    |                         |
| 2020/2021 | 1    | Bundesliga | 11        | [ 10 ]   |                         |
| 2021/2022 | 1    | Bundesliga | 12        | [ 11 ]   | Nedflyttad till 2. Liga |
| 2022/2023 | 2    | 2. Liga    | 10        | [ 12 ]   |                         |